# Любешівсько-Волянська сільська рада
Любешівсько-Волянська сільська рада — колишня адміністративно-територіальна одиниця та орган місцевого самоврядування в Любешівському районі Волинської області з адміністративним центром у селі Любешівська Воля.
Припинила існування через об'єднання в Любешівську селищну громаду Волинської області. Натомість утворено Любешівсько-Волянський старостинський округ при Любешівській селищній громаді.

## Загальні відомості
Водоймища на території, підпорядкованій даній раді: річка Стохід.

## Населені пункти
Сільській раді підпорядковувались населені пункти:
- с. Любешівська Воля
- с. В'язівне

## Склад ради
Рада складалась з 16 депутатів та голови.

### Керівний склад ради
| ПІБ                           | Основні відомості                                                                                              | Дата обрання | Дата звільнення |
| ----------------------------- | --- | ------------ | --------------- |
| Хвесик Анатолій Григорович    | Сільський голова, 1969 року народження, освіта, член Соціалістичної партії України                             | 26.03.2006   | 31.10.2010      |
| Котисько Василь Степанович    | Сільський голова, 1953 року народження, освіта середня загальна, член Всеукраїнського об'єднання «Батьківщина» | 31.10.2010   | 30.01.2013      |
| Мартинюк Світлана Феодосіївна | Сільський голова, 1974 року народження, освіта середня спеціальна, позапартійна                                | 25.05.2014   |                 |

Примітка: таблиця складена за даними джерела

## Населення
Згідно з переписом УРСР 1989 року чисельність наявного населення сільської ради становила 1067 осіб, з яких 536 чоловіків та 531 жінка.
За переписом населення України 2001 року в сільській раді мешкала 971 особа.

### Мова
Розподіл населення за рідною мовою за даними перепису 2001 року:
| Мова       | Відсоток |
| ---------- | -------- |
| українська | 99,49 %  |
| білоруська | 0,41 %   |
| російська  | 0,10 %   |